# Index synonymique de la flore de France
Pour les articles homonymes, voir Kerguelen.
L'Index synonymique de la flore de France de Michel Kerguélen, couramment cité comme l’« Index de Kerguélen », est une liste alphabétique des taxons de la flore spontanée et cultivée française, leurs synonymes et leurs hybrides. Cet index a été initié par Michel Kerguélen (1928-1999).
Les travaux de vérification et de mise à jour de cet index ont été repris en 2000 par Benoît Bock dans le cadre du réseau Tela botanica. Il est le socle  de la Base de Données des Trachéophytes de France métropolitaine et contrées limitrophes (BDTFX) qui sert aujourd'hui de référence au Muséum national d'histoire naturelle et est utilisé pour le recensement et la protection de la flore de France.